# Red Tornado
Red Tornado is een superheld uit de strips van DC Comics. Hij maakte zijn debuut in Justice League of America #64 (Augustus 1968), geschreven door Gardner Fox. Hij is een androïde gemaakt door de superschurk T. O. Morrow, die later werd gefuseerd met twee andere personages: Ulthoon the Tornado Tyrant of Rann en de Tornado Champion.

## Biografie

### Tornado Tyrant en Tornado Champion
Deze twee tornadowezens kwamen van de planet Rann in het Earth-One DC Universum (het universum van de Golden Age superhelen). Aanvankelijk vormden ze 1 wezen. Na een nederlaag tegen Adam Strange concludeerde dit wezen dat het goede dominant was over het kwade. Hij maakte een planeet die vrijwel identiek was aan de aarde, en probeerde ook de helden van de Justice League te kopiëren door zichzelf op te splitsen. Hij splitste zichzelf per ongeluk in een goede en slechte kan van zichzelf: Tornado Champion en Tornado Tyrant. Champion lokte Tyrant naar de aarde waar hij werd verslagen door de echte Justice League. Vervolgens reisde Champion naar Earth-2 (het universum van de Silver Age helden), waar hij controle nam over de androïde gemaakt door T. O. Morrow.

### Als Red Tornado
In dit androïdelichaam nam Tornado Champion de naam Red Tornado aan, en werd lid van de Justice League van dit universum. Na een wat lastige start werd hij geaccepteerd door de andere helden.
Red Tornado had vaak de indruk een buitenbeentje te zijn in de Justice League. Hij probeerde zichzelf te bewijzen door eigenhandig een buitenaards invasieleger te lijf te gaan, maar uiteindelijk moest hij zelf gered worden. Toen zowel Earth-1 als Earth-2 werden bedreigd door Iron Hand, offerde Red Tornado zich blijkbaar op om hem te verslaan. In werkelijkheid werd hij teruggeslingerd naar het Earth-1 universum. Daar werd hij gevonden door de JLA.

### Air Elemental
Gedurende de Crisis on Infinite Earths, werd Tornado Champion gescheiden van zijn androïde lichaam, en veranderde in een air elemental. Na de crisis werd hij een personificatie van de natuurkrachten, net als Swamp Thing en Firestorm.
Na The Elemental War kreeg Red Tornado een nieuw androïde lichaam, dat veel gebreken had waardoor hij bijna zijn menselijkheid verloor. Pas toen hij lid werd van de Primal Force kon hij zichzelf laten repareren en kreeg hij langzaam zijn oude persoonlijkheid weer terug.
Nadien werd Red Tornado nog lid van een aantal superheldenteams, zoals Young Justice en de Justice Society of America.

## Krachten en vaardigheden
Red Tornado beheerst wind en lucht. Hij kan tornadoachtige vortices oproepen en cycloonwinden afvuren. De stormen die hij maakt kunnen zelfs wezens zo sterk als Superman hinderen.
Red Tornado kan de wind gebruiken om zichzelf onzichtbaar te maken en met hoge snelheden te reizen.
Red Tornado’s androïde lichaam is bovenmenselijk sterk, heeft een hoge mate van weerstand tegen beschadigingen, en kan zichzelf herstellen.

## In andere media
- Red Tornado heeft een paar cameo’s in de serie Justice League Unlimited. Zo is hij te zien in Initiation, This Little Piggy, The Return, Panic in the Sky, The Great Brain Robbery en Destroyer.

- De Post-hardcore band HORSE the band heeft een nummer over Red Tornado gemaakt, dat terug te vinden is op hun album "A Natural Death" uit 2007.